# België op de Paralympische Zomerspelen 2016
België nam deel aan de Paralympische Zomerspelen 2016 in Rio de Janeiro, Brazilië. 

## Medailleoverzicht
| Sport          | Paralympiër(s)                                               | Onderdeel                   | Medaille |
| -------------- | ------------------------------------------------------------ | --------------------------- | -------- |
| Tafeltennis    | Laurens Devos                                                | individueel klasse 9 (m)    | Goud     |
| Tafeltennis    | Florian Van Acker                                            | individueel klasse 11 (m)   | Goud     |
| Atletiek       | Peter Genyn                                                  | 100 m T51 (m)               | Goud     |
| Atletiek       | Peter Genyn                                                  | 400 m T51 (m)               | Goud     |
| Paardensport   | Michèle George                                               | Vrije kür, graad IV         | Goud     |
|                |                                                              |                             |          |
| Atletiek       | Marieke Vervoort                                             | 400 m T52 (v)               | Zilver   |
| Paardensport   | Michèle George                                               | verplichte kür, graad IV    | Zilver   |
| Wielrennen     | Kris Bosmans                                                 | Wegwedstrijd C1-3 (m)       | Zilver   |
|                |                                                              |                             |          |
| Rolstoeltennis | Joachim Gérard                                               | enkelspel (m)               | Brons    |
| Wielrennen     | Christophe Hindricq Jonas Van de Steene Jean-François Deberg | Wegwedstrijd team relay (m) | Brons    |
| Atletiek       | Marieke Vervoort                                             | 100 m T52 (v)               | Brons    |

## Deelnemers en resultaten
(m) = mannen, (v) = vrouwen,  (g) = gemengd

### Atletiek
| Paralympiër      | Onderdeel           | Resultaat | Prestatie           |
| ---------------- | ------------------- | --------- | ------------------- |
| Basile Meunier   | 1500m T38 (m)       | 7e        | 4:54.77             |
| Peter Genyn      | 100m T53 (m)        | Goud      | 21.15 PR            |
| Peter Genyn      | 400 m T52 (m)       | Goud      | 1:20.82 PR          |
|                  |                     |           |                     |
| Joyce Lefevre    | 100m T34 (m)        | 8e        | 21.02               |
| Joyce Lefevre    | 400 m T34 (v)       | dsq.      | n.v.t.              |
| Livia De Clercq  | 100m T42 (v)        | 11e       | Kwalificatie: 19.85 |
| Livia De Clercq  | Verspringen T42 (v) | 9e        | 2.99m               |
| Marieke Vervoort | 100 m T52 (v)       | Brons     | 20.12               |
| Marieke Vervoort | 400 m T52 (v)       | Zilver    | 1:07.62             |

### Boccia
| Paralympiër                                        | Onderdeel       | Resultaat | Prestatie                                                                 |
| -------------------------------------------------- | --------------- | --------- | ------------------------------------------------------------------------- |
| Kenneth Verwimp                                    | Individueel BC3 |           | Groepsfase: V van KOR Han Soo Kim met 3-2 W van CAN Eric Bussiere met 2-7 |
| Pieter Cilissen                                    | Individueel BC3 |           | Groepsfase: V van GRE Anna Ntenta met 1-6 V van HKG Yuen Kei Ho met 3-4   |
| Kenneth Verwimp Pieter Cilissen Kirsten De Laender | Trio's BC3      |           | Groepsfase: V van Brazilië met 4-2 V van Zuid-Korea met 7-3               |

### Paardensport
| Paralympiër                                                         | Onderdeel                 | Resultaat | Prestatie    |
| ------------------------------------------------------------------- | ------------------------- | --------- | ------------ |
| Michèle George Barbara Minneci Ciska Vermeulen Eveline van Looveren | Dressuur (team), graad IV | 5de       | 422.834 ptn. |
| Michèle George                                                      | verplichte kür, graad IV  | Zilver    | 74.333       |
| Michèle George                                                      | Vrije kür, graad IV       | Goud      | 76.300       |
| Ciska Vermeulen                                                     | verplichte kür, graad IV  | 6e        | 68.000       |
| Barbara Minneci                                                     | verplichte kür, graad II  | 4e        | 68.000       |

### Rolstoeltennis
| Paralympiër                   | Onderdeel      | Resultaat | Prestatie |
| ----------------------------- | -------------- | --------- | --- |
| Elise Willems                 | enkelspel (v)  |           | 1ste Ronde: V van SWE Dan Wallin met 0-2 |
| Joachim Gérard                | enkelspel (m)  | Brons     | 1ste Ronde: BYE 2de Ronde: W van GBR Marc McCarrol met 0-2 3de Ronde: W van FRA Michaël Jérémiasz met 0-2 Kwartfinale: W van JPN Shingo Kunieda met 2-0 Halve Finale: V van GBR Alfie Hewett met 2-0 Bronzen Finale: W van FRA Stéphane Houdet met 0-2 |
| Mike Denayer / Joachim Gérard | dubbelspel (m) |           | 1ste Ronde: BYE 2de Ronde: V van ESP Daniel Caverzaschi / Martin De La Puente met 1-2 |

### Tafeltennis
| Paralympiër               | Onderdeel                 | Resultaat | Prestatie |
| ------------------------- | ------------------------- | --------- | --- |
| Florian Van Acker         | individueel klasse 11 (m) | Goud      | Groepsfase: W van KOR Byeong-Jun Son met 3-1 W van JPN Takeshi Takemori met 3-1 1/4e finale: W van FRA Lucas Creange met 3-1 1/2e finale: W van HUN Peter Palos met 3-0 Finale: W van AUS Samuel Von Einem met 3-2               |
| Laurens Devos             | individueel klasse 9 (m)  | Goud      | Groepsfase: W van JPN Koyo Iwabuchi met 3-0 W van UKR Yuriy Shchepanskyy met 3-0 1/4e finale: W van USA Tahl Leibovitz met 0-3 1/2e finale: W van ESP Juan Bautista Perez Gonzalez met 0-3 Finale: W van NED Gerben Last met 0-3 |
| Marc Ledoux               | individueel klasse 8 (m)  |           | Groepsfase: W van FRA Thomas Bouvais met 1-3 V van GBR Aaron McKibbin met 1-3 |
| Mathieu Loicq             | individueel klasse 8 (m)  |           | Groepsfase: V van CHN Zhao Shuai met 3-1 V van SVK Richard Csejtey met 3-2 |
| Marc Ledoux Mathieu Loicq | dubbel klasse 6-8 (m)     |           | 1e ronde: V van Groot-Brittannië met 0-2 |

### Wielersport
| Paralympiër                                                  | Onderdeel                              | Resultaat | Prestatie              |
| Baan                                                         | Baan                                   | Baan      | Baan                   |
| ------------------------------------------------------------ | -------------------------------------- | --------- | ---------------------- |
| Diederick Schelfhout                                         | 3000m Individuele achtervolging C3 (m) | 9e        | Kwalificatie: 3:55.645 |
| Diederick Schelfhout                                         | 1000m Tijdrijden C3 (m)                | 12e       | 1:13.668               |
| Kris Bosmans                                                 | 3000m Individuele achtervolging C3 (m) | 7e        | Kwalificatie: 3:48.308 |
| Kris Bosmans                                                 | 1000m Tijdrijden C3 (m)                | 10e       | 1:12.583               |
|                                                              |                                        |           |                        |
| Griet Hoet                                                   | 1000m Tijdrijden (v)                   | 8e        | 1:12.402               |
| Griet Hoet                                                   | 3000m Achtervolging (v)                | 7e        | Kwalificatie: 3:40.770 |
| Weg                                                          |                                        |           |                        |
| Kris Bosmans                                                 | Wegwedstrijd C1-3 (m)                  | Zilver    | 1:49:11                |
| Tim Celen                                                    | tijdrit T2 (m)                         | 10e       | 27:03.03               |
| Tim Celen                                                    | Wegwedstrijd T2 (m)                    | 6e        | 54:23                  |
| Jean-François Deberg                                         | tijdrit H3 (m)                         | 7e        | 30:53.37               |
| Jean-François Deberg                                         | Wegwedstrijd C3 (m)                    | 4e        | 1:33:17                |
| Christophe Hindricq                                          | tijdrit H2 (m)                         | 5e        | 36:30.00               |
| Christophe Hindricq                                          | Wegwedstrijd H2 (m)                    | 5e        | 1:23:14                |
| Diederick Schelfhout                                         | wegwedstrijd C3 (m)                    | DNF       | DNF                    |
| Diederick Schelfhout                                         | tijdrit C3 (m)                         | 12e       | 43:53.07               |
| Jonas Van de Steene                                          | tijdrit H4 (m)                         | 10e       | 30:32.66               |
| Jonas Van de Steene                                          | Wegwedstrijd H4 (m)                    | 5e        | 1:28:57                |
| Christophe Hindricq Jonas Van de Steene Jean-François Deberg | Wegwedstrijd team relay (m)            | Brons     | 34:02                  |
|                                                              |                                        |           |                        |
| Griet Hoet                                                   | Wegrit B (v)                           | 14e       | 2:19:11                |
| Griet Hoet                                                   | Tijdrit B (v)                          | 15e       | 43:34.20               |

### Zwemmen
| Paralympiër        | Onderdeel                | Resultaat | Prestatie                                                  |
| ------------------ | ------------------------ | --------- | ---------------------------------------------------------- |
| Sven Decaesstecker | 400m vrije slag SM10 (m) | 14e       | Kwalificatie: 4:25.14                                      |
| Sven Decaesstecker | 100m rugslag SM10 (m)    | 14e       | 2:16.94                                                    |
| Sven Decaesstecker | 200m wisselslag SM10 (m) | 7e        | Kwalificaties: 2:16.16 Finale: 2:16.94                     |
| Maarten Libin      | 100m schoolslag SB6 (m)  | 9e        | Kwalificatie: 1:31.22                                      |
| Yannick Vandeput   | 100m rugslag S14 (m)     | 9e        | Kwalificaties: Ronde 1: 6e (1:05.19) Ronde 2: 9e (1:06.83) |
| Yannick Vandeput   | 200m vrijeslag S14       | 15e       | Kwalificaties: 2:08.41                                     |
|                    |                          |           |                                                            |
| Michelle Franssen  | 100m schoolslag S14 (v)  | 6e        | Kwalificaties: 1:23.17 Finale: 1:22.73                     |
| Michelle Franssen  | 200m vrije slag S14 (v)  | 7e        | Kwalificaties: 2:20.52 Finale: 2:19.91                     |
| Michelle Franssen  | 200m wisselslag S14 (v)  | 5e        | Kwalificaties: 2:37.31 Finale: 2:36.54                     |